# Haplophyllum vvedenskyi
Haplophyllum vvedenskyi är en vinruteväxtart som beskrevs av Sergej Arsenjevitj Nevskij. Haplophyllum vvedenskyi ingår i släktet Haplophyllum och familjen vinruteväxter. Inga underarter finns listade i Catalogue of Life.